# Толкин, Эдит
Эдит Мэри Толкин (в девичестве Бретт, англ. Edith Mary Tolkien, 21 января 1889 — 29 ноября 1971) — жена писателя Дж. Р. Р. Толкина и вдохновительница образа Лутиэн Тинувиэль.

## Биография

### Ранние годы
Эдит Бретт родилась в Глостершире. Её матерью была Фрэнсис Бретт, незамужняя дочь сапожника. Имя отца Эдит неизвестно. Она воспитывалась в Хандсворте (англ. Handsworth), пригороде Бирмингема, матерью и кузиной Дженни Гроув (родственницей сэра Джорджа Гроува).
К 1908 году Эдит, талантливая пианистка, стала сиротой. Она впервые встретила Толкина в тот год, когда он и его младший брат Хилари переехали в пансион, где жила она. Тогда Толкину было 16, а Эдит — 19. Согласно Хамфри Карпентеру,
…Эдит и Рональд зачастили в бирмингемские кафе, особенно в те, где был балкон с видом на тротуар. Они обычно сидели там и бросали кусочки сахара в шляпы прохожих, переходя к следующему столику, если сахарница пустела… У двух людей их характера и положения непременно должен был случиться роман. Оба были сиротами, нуждающимися в чувстве близости, и они ощутили, что могут дать это друг другу. Летом 1909 года они поняли, что влюблены.
Тем не менее, к концу года их отношения стали известны опекуну Толкина, отцу Фрэнсису Моргану из Бирмингемской церкви (англ. Birmingham Oratory). Думая, что Эдит отвлекает Толкина от школьной работы, и обеспокоенный тем, что она англиканка, он запретил им общаться, пока Толкин не закончит обучение в 21 год.
Толкин нехотя, но безукоризненно повиновался этому приказу, пока длилось опекунство отца Моргана. Однако вечером своего двадцать первого дня рождения Толкин написал Эдит письмо. К тому времени она переехала в Челтнем. В письме было признание в любви и предложение руки и сердца. Она ответила, что уже обручена, но сделала это, так как думала, что Толкин забыл её. Спустя неделю Толкин приехал в Челтнем, где Эдит встретила его на вокзале. В тот же день она возвратила жениху кольцо и вместе с этим объявила о помолвке с Толкином.

### Рулон инцидент
По условиям их обручения в январе 1913 года Эдит объявила, что переходит в католичество, как настаивал Толкин. Хозяин пансионата, ярый протестант, был в ярости и немедленно выгнал её из дома. Они поженились в католической церкви Св. Марии в Уорике в среду 22 марта 1916 года. Их недельный «медовый месяц» был проведён в Кливдоне в Северном Сомерсете, где они посетили Чеддарское ущелье.
Большое количество писем Толкина к Эдит периода 1913—1918 хранятся в архивах семьи, но по личным мотивам только незначительная их часть была отобрана для публикации в книге Хамфри Карпентера.

### Поздние годы и смерть
Профессиональная карьера Толкина в университетах Лидса и Оксфорда вынуждала семью переезжать в эти города. После его выхода на пенсию он и Эдит поселились недалеко от Борнмута, где они жили в 1968 году. Их внук Саймон Толкин (англ. Simon Tolkien) отмечает, что это Эдит выбрала Борнмут, так как она любила проводить время в местном Мирамар-отеле.
Эдит Толкин умерла 29 ноября 1971 года в возрасте 82 лет и была похоронена на Вулверкотском кладбище
(англ. Wolvercote Cemetery) в Оксфорде. Толкин умер на двадцать месяцев позже и был похоронен рядом с ней.

## Экранизации
В биографической драме «Толкин» роль Эдит исполнила Лили Коллинз.